# Premi Nacional d'Investigació Alejandro Malaspina
El Premi Nacional d'Investigació Alejandro Malaspina és un premi de Ciències i tecnologies dels recursos naturals convocat pel Ministeri d'Educació i Ciència d'Espanya.
El premi es va instaurar en 2001 i pertany juntament amb altres nou premis als Premis Nacionals d'Investigació. La dotació puja a 100.000 €.
L'objectiu de tots aquests premis és el reconeixement dels mèrits de les científics o investigadors espanyols que realitzen «una gran labor destacada en camps científics de rellevància internacional, i que contribueixin a l'avanç de la ciència, al millor coneixement de l'home i la seva convivència, a la transferència de tecnologia i al progrés de la Humanitat».

## Premiats
| Any  | Investigador                 | Treball                                                                                      |
| ---- | ---------------------------- | -------------------------------------------------------------------------------------------- |
| 2001 | Carlos Herrera Maliani       | Ecologia evolutiva, conservació dels ecosistemes mediterranis                                |
| 2003 | Joaquim Tintoré Subirana     | moviment de la mesoescala a ls Mediterrània, explotació sostenible dels recursos naturals    |
| 2005 | Miguel Delibes de Castro     | aportacions al coneixement de la biologia i ecologia dels mamífers                           |
| 2007 | Carlos Manuel Duarte Quesada | aportacions a l'estudi del canvi global, a partir del seu coneixement dels organismes marins |
| 2009 | Santiago Castroviejo Bolíbar | Per la seva contribució en el camp de la Botànica sistemàtica                                |
| 2011 | Jordi Bascompte i Sacrest    | Teoria de xarxes en l'estudi de l'arquitectura de la biodiversitat                           |